# Campanula barbata
Campanula barbata — вид квіткових рослин з родини окружкових (Apiaceae). Ареал: Австрія, Чехія, Франція, Німеччина, Італія, Норвегія, Польща, Іспанія, Швейцарія, Словенія.

## Середовище
Росте на передгірних і гірських луках, поширений на колишніх пасовищах, над межею лісу та по краях доріг, не уникає канав

## Біоморфологічний опис
Трав'яниста багаторічна рослина, всюди довго запушена. Стебло пряме або висхідне, 10–30(40) см завдовжки, просте. Приземні листки черешкові, від довгасто-до видовжено-ланцетних, цілокраї або пилчасті, тупі або загострені, стеблові сидячі, ланцетні. Квітки ростуть поодиноко або в розрідженій односторонній китиці, непоказні, частки чашечки трикутні, шерстисто-волосисті, віночок дзвониковий, довжиною 12–28 мм, блідо-блакитний, волосистий, частки тригранні, загострені. Плоди — коробочки, довжиною 6–9 мм. Цвіте з липня по серпень.